# Ardisia jamaicensis
Ardisia jamaicensis är en viveväxtart som beskrevs av Cyrus Longworth Lundell. Ardisia jamaicensis ingår i släktet Ardisia och familjen viveväxter. Inga underarter finns listade i Catalogue of Life.